# Монье, Анри
Анри Монье́ (фр. Henry Monnier), полное имя Анри-Бонавентура Монье (Henry-Bonaventure Monnier; 7 июня 1799 года, Париж — 3 января 1877 года, Париж) — французский художник-график, иллюстратор и карикатурист, драматург и актёр.

## Биография и творчество

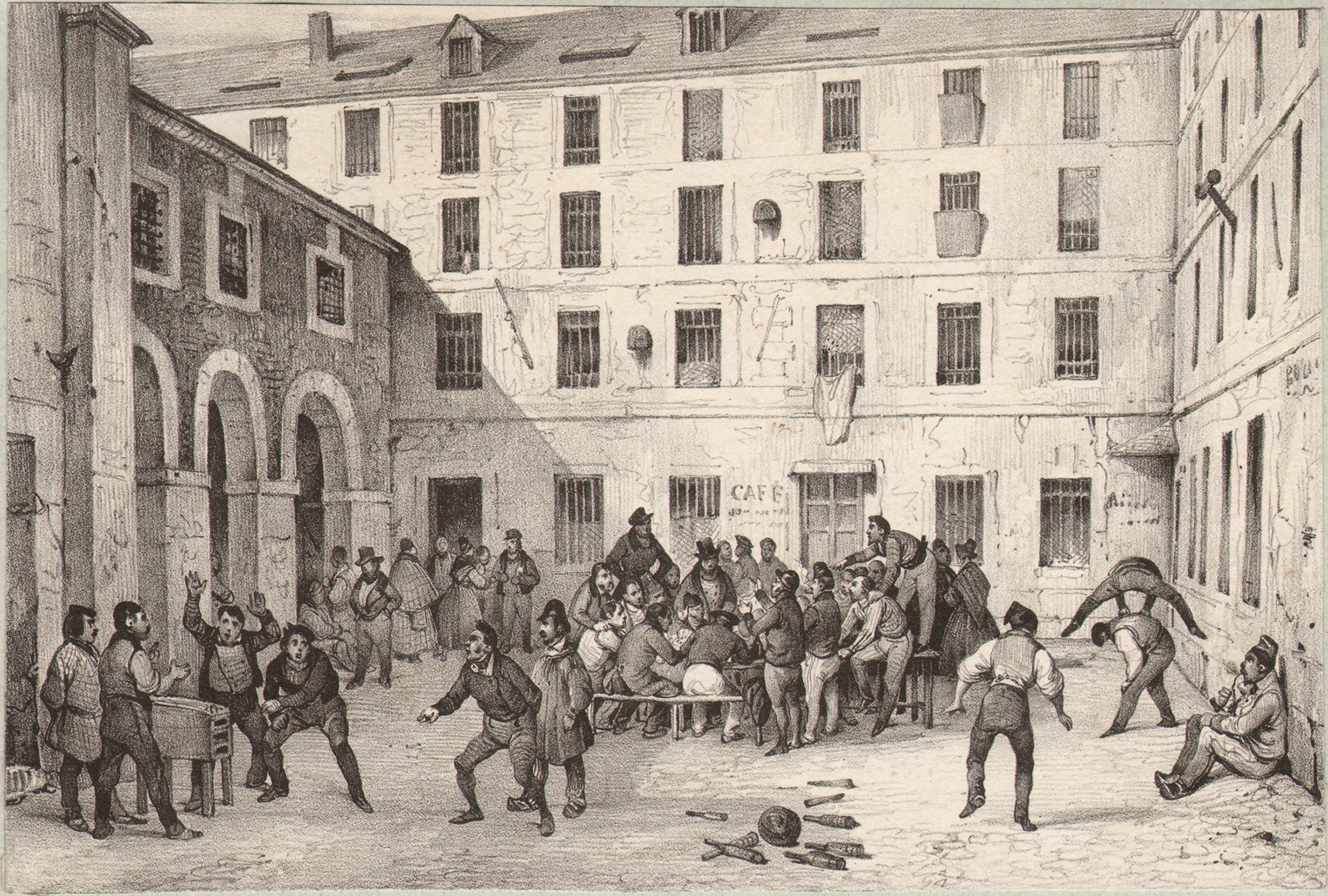
Анри Монье́. Игры, 1830, литография

Сын небогатого парижского буржуа; учился живописи у Жироде и Гро. Однако живопись ему не давалась, а потому он занялся рисованием. Несколько его портретов, рисованных пером, обратили на себя в салоне 1831 г. общее внимание.
Еще раньше он пристрастился к литографии; некоторые из его работ в этом направлении имели успех даже на художественной выставке 1826 г. Тогда же не без успеха иллюстрировал «Песни» Беранже и «Басни» Лафонтена.
Наблюдательный и остроумный, Монье особенно тяготел к карикатуре: его бойкий карандаш воспроизводил характерные особенности парижской уличной и мещанской жизни; в рисунках, зачерченных с натуры, равно как и в разговорах, он создал ряд характерных парижских типов: привратниц (m-me Gibou), мелких буржуа, возводящих филистерскую свою пошлость в перл создания (Жозеф Прюдомм) и т. д. Имена героев и героинь Монье скоро сделались нарицательными.
Успех, выпавший на долю «Scènes populaires» (1830), побудил его разрабатывать эту тему и дальше; таковы его карикатурные сборники:
- «Nouvelles scènes populaires» (1835—39),
- «Scènes de la ville et de la campagne» (1841),
- «Un voyage en Hollande» (1845),
- «Les bourgeois de Paris» (1834),
- «Les diseurs de riens» (1855),
- «Mémoires de M. Joseph Prudhomme» (1857),
- «La religion des imbéciles» (1862),
- «Nouvelles scènes populaires» (1862) и т. д.

Такой же юмор и веселость, какими отмечены его карикатуры, Монье обнаружил на сцене, выступив в театре Vaudeville в 30-х годах в качестве актера. Слишком, однако, самобытный и субъективный в своём таланте, чтобы воплощать чужие творения, Монье на сцене появлялся лишь изредка и притом как исполнитель написанных им самим пьес:
- «Les compatriotes» (1849),
- «Grandeur et décadence de M. J. Prudhomme» (1852),
- «Roman chez la portrière» (1855),
- «Peintres et bourgeois» (1855),
- «Les Métamorphoses de Chamoiseau» (1856),
- «Joseph Prudhomme — chef de brigands» (1860).

Монье был деятельным сотрудником юмористических периодических изданий и альманахов и участвовал в изготовлении очень удачных рисунков для иллюстрированного издания сочинений Бальзака (1845).

## Адреса
Жил в Париже, по адресу ул. Фобур-Сент-Оноре, дом № 6.